# Mazda CX-80
La CX-80 est un SUV familial à 6 ou 7 places du constructeur automobile japonais Mazda produit à partir de 2023.

## Présentation
La Mazda CX-80 est présentée le 18 avril 2024.

## Caractéristiques techniques
La CX-80 repose sur une toute nouvelle plateforme technique baptisée Premium Multisolution Architecture (PMA).

### Motorisations
| Logo de Mazda                | Mazda CX-80                                                      | Mazda CX-80                                                      | Mazda CX-80          |
| Logo de Mazda                | 2.5 e-Skyactiv Hybrid                                            | 3.3 e-SkyActiv-D                                                 |                      |
| ---------------------------- | ---------------------------------------------------------------- | ---------------------------------------------------------------- | -------------------- |
| Moteur                       | 4-cylindres en ligne + moteur électrique                         | 6-cylindres en ligne                                             | 6-cylindres en ligne |
| Admission                    | Atmosphérique                                                    | Atmosphérique                                                    |                      |
| Cylindrée (cm³)              | 2488                                                             | 3283                                                             | 3283                 |
| Puissance maximale ch (kW)   | Thermique : 191 (141) Électrique : 175 (129) Cumulée : 327 (241) | Thermique : 238 (175) Électrique : 17 (12,4) Cumulée : 254 (187) |                      |
| au régime de (tr/min)        | 6000                                                             | 3600 à 4200                                                      |                      |
| Couple maximal (N m)         | Thermique : 261 Électrique : 250 Cumulé : 500                    | Électrique : 153 Cumulé : 550                                    |                      |
| au régime de (tr/min)        | 4000                                                             | 1400 à 3000                                                      |                      |
| Boîte de vitesses            | Automatique à 8 rapports                                         | Automatique à 8 rapports                                         |                      |
| Transmission                 | Intégrale (i-Activ)                                              | Intégrale (i-Activ)                                              |                      |
| Vitesse maximale (km/h)      | 195                                                              | 219                                                              |                      |
| 0-100 km/h (s)               | 6,8                                                              | 8,4                                                              |                      |
| Consommation (ℓ/100 km)      | 1,6                                                              | 5,8                                                              |                      |
| Émissions de CO2 (g/km)      | 35 à 36                                                          | 150 à 151                                                        |                      |
| Capacité du réservoir (ℓ)    | 70                                                               | 74                                                               |                      |
| Masse à vide (kg)            | 2240 à 2310                                                      | 2178 à 2195                                                      |                      |
| Norme environnementale       | Euro 7                                                           | Euro 7                                                           |                      |
| Batterie                     |                                                                  |                                                                  |                      |
| Type                         | Lithium-ion                                                      |                                                                  |                      |
| Capacité (kWh)               | 17,8                                                             |                                                                  |                      |
| Autonomie en électrique (km) | 60                                                               |                                                                  |                      |
| Masse (kg)                   | 175,1                                                            |                                                                  |                      |

## Finitions
- Exclusive-Line
- Homura
- Homura Plus
- Takumi
- Takumi Plus